# Crawfordville (Georgie)
Crawfordville je město v Taliaferro County, v Georgii, ve Spojených státech amerických. V roce 2011 žilo ve městě 528 obyvatel.

## Demografie
Podle sčítání lidí v roce 2000 žilo ve městě 572 obyvatel, 260 domácností a 163 rodin. V roce 2011 žilo ve městě 235 mužů (44,6%), a 293 žen (55,4%). Průměrný věk obyvatele je 46 let.